# 272
272 (CCLXXII) var ett skottår som började en måndag i den julianska kalendern.

## Händelser

### Okänt datum
- Kejsar Aurelianus återerövrar kungariket Palmyra, bestående av Syrien, Egypten och stora delar av Mindre Asien, vilket tvingar Zenobia att fly till Parterriket.
- Under belägringen av Tyana får Aurelianus en dröm om Apollonius av Tyana och skonar staden.
- Rom ingår en allians med kungen av Aksum.
- Den sasanidiske Hormizd I efterträder Shapur I som shah av Persien.
- Dometius efterträder Titus som patriark av Konstantinopel.
- Sankt Dionysus, den förste biskopen av Paris, och två av hans lärjungar hallshuggs på en kulle utanför staden. Kullen kommer senare att kallas Montmartre (Martyrberget) till deras ära.
- Paulus av Samosata avsätts som patriark av Antiochia.

## Födda
- 27 februari – Konstantin den store, Romarrikets förste kristne kejsare (född i Naissus)
- Wei Shuo, kalligraf för den östra Jindynastin

## Avlidna
- Sankt Dionysus, kristen martyr, sedermera Frankrikes skyddshelgon
- Shapur I, shah av Persien